# První čínsko-japonská válka
První čínsko-japonská válka (1894–1895) byla válka mezi říší Čching a Japonskem o nadvládu nad územím Korejského poloostrova a přilehlých oblastí.
Střetnutí skončilo drtivou porážkou říše Čching, která ztratila nejen svůj vliv v Koreji, ale též ostrov Tchaj-wan a postavení první asijské velmoci, které převzalo Japonsko. Válka nepřímo položila základ pozdější rusko-japonské války. Ruské impérium totiž nejenže využilo oslabení říše Čching a čínsko-japonské války k ovládnutí části Mandžuska, ale dokonce i k tomu, aby s podporou Francie a Německa přinutilo Japonsko, aby mu předalo Port Arthur, který mu říše Čching v Šimonosecké mírové smlouvě také postoupila.

## Pozadí
Napětí mezi Japonskem a říší Čching ohledně Koreje stoupalo od 80. let 19. století. V roce 1884 se klika korejských reformních politiků podporovaných Japonskem pokusila provést převrat, avšak na straně konzervativců zasáhla Čchingská armáda a puč tak skončil neúspěchem. Aby nedošlo k případným budoucím střetům, uzavřely obě dvě mocnosti dne 18. dubna 1885 dohodu, kde si mimo jiné přislíbily, že si vzájemně předem oznámí vyslání expedičních sil do Koreje.

## Válka
Na počátku roku 1894 se v Koreji rozpoutalo rolnické povstání Tonghak. Korejští představitelé požádali Čchingy o vyslání vojenské pomoci. Čching souhlasil a informovala o nadcházejícím zásahu Japonsko. To se taktéž připravovalo v Koreji vojensky intervenovat a vyvolat válku se svým západním sousedem. K prvním střetům došlo 25. července 1894, kdy japonská křižníková eskadra (chráněné křižníky Akicušima, Jošino a Naniwa) nejprve porazila čínský křižník Čchi-jüan a dělový člun Kchuang-i u korejského ostrova Pchungdo a o chvíli později přepadla čínské lodě převážející vojáky a potopila parník Kao-šeng. Obě strany si vyhlásily válku až 1. srpna 1894. První polovina střetu se vedla především na území Koreje. Japonci postupovali korejským poloostrovem, který byl již pod značným japonským vlivem.
Některá území však byla spíše čínská: hlavně kolem města Pchjongjang, Soul a dál severně. Bez problému byl obsazen Pusan. Po několika bitvách pozemních a námořních zejména o Asan (1894) a Pchjongjang ve stejném roce. Po bitvě o Pchjongjang musela čínská vojska opustit Koreu. Po námořní bitvě u řeky Jalu postoupila japonská armáda až do Mandžuska. Mezi tím Japonci obsadili Tchaj-wan.

## Důsledky
Výhra Japonska byla důsledkem modernizace a industrializace Japonska započaté o dvacet let dříve na počátku období Meidži. Vítězství zajistilo Japonsku pozici asijské velmoci.
Porážka ze strany Japonska, tradičního vazala Číny, dále podkopala čínské národní sebevědomí, už tak dost pošramocené snadnými porážkami ze strany západních mocností, především Velké Británie v obou opiových válkách. Nespokojenost se o pět let později projevila v proticizineckém Boxerském povstání.